# La Brosse-Montceaux
La Brosse-Montceaux is een gemeente in het Franse departement Seine-et-Marne (regio Île-de-France) en telt 705 inwoners (2004). De plaats maakt deel uit van het arrondissement Provins.

## Geografie
De oppervlakte van La Brosse-Montceaux bedraagt 12,0 km², de bevolkingsdichtheid is 58,8 inwoners per km².
De onderstaande kaart toont de ligging van La Brosse-Montceaux met de belangrijkste infrastructuur en aangrenzende gemeenten.

## Demografie
Onderstaande figuur toont het verloop van het inwonertal (bron: INSEE-tellingen).